# Comuna Novoșîn, Dolîna
Novoșîn (în ucraineană Новошин) este o comună în raionul Dolîna, regiunea Ivano-Frankivsk, Ucraina, formată din satele Novoșîn (reședința) și Pșenîcinîkî.

## Demografie
Componența lingvistică a comunei Novoșîn
     Ucraineană (99,12%)
     Alte limbi (0,82%)
Conform recensământului din 2001, majoritatea populației comunei Novoșîn era vorbitoare de ucraineană (99,12%), existând în minoritate și vorbitori de alte limbi.